# Gare de Pontchâteau
Gare de Pontchâteau – stacja kolejowa w Pontchâteau, w departamencie Loara Atlantycka, w regionie Kraj Loary, we Francji. Stacja została otwarta 21 września 1862 przez Compagnie du Chemin de fer de Paris à Orléans.
Dworzec kolejowy jest obsługiwany przez pociągi Intercity i TER Pays de la Loire.